# Finlands ligasystem i fotboll
Finlands ligasystem i fotboll innehåller 8 nivåer för män och fem nivåer för kvinnor. De tre högsta nivåerna administreras av Finlands Bollförbund (FBF), medan de lägre nivåerna handhålls av FBF:s olika distrikt.

## Seriesystemet

### Herrar
| Nivå | Liga(-or)/Division(er)                  | Liga(-or)/Division(er)                  | Liga(-or)/Division(er)               | Liga(-or)/Division(er)               | Liga(-or)/Division(er)                    | Liga(-or)/Division(er)                    |
| ---- | --------------------------------------- | --------------------------------------- | ------------------------------------ | ------------------------------------ | ----------------------------------------- | ----------------------------------------- |
| 1    | Tipsligan (nationell serie) 12 lag      | Tipsligan (nationell serie) 12 lag      | Tipsligan (nationell serie) 12 lag   | Tipsligan (nationell serie) 12 lag   | Tipsligan (nationell serie) 12 lag        | Tipsligan (nationell serie) 12 lag        |
| 2    | Ligaettan (nationell serie) 10 lag      | Ligaettan (nationell serie) 10 lag      | Ligaettan (nationell serie) 10 lag   | Ligaettan (nationell serie) 10 lag   | Ligaettan (nationell serie) 10 lag        | Ligaettan (nationell serie) 10 lag        |
| 3    | Ettan (nationell serie) 10 lag          | Ettan (nationell serie) 10 lag          | Ettan (nationell serie) 10 lag       | Ettan (nationell serie) 10 lag       | Ettan (nationell serie) 10 lag            | Ettan (nationell serie) 10 lag            |
| 4    | Tvåan (nationell serie) 40 lag          | Tvåan (nationell serie) 40 lag          | Tvåan (nationell serie) 40 lag       | Tvåan (nationell serie) 40 lag       | Tvåan (nationell serie) 40 lag            | Tvåan (nationell serie) 40 lag            |
| 4    | Södra zonen 10 lag                      | Östra zonen 10 lag                      | Östra zonen 10 lag                   | Västra zonen 10 lag                  | Västra zonen 10 lag                       | Norra zonen 10 lag                        |
| 5    | Trean (regional serie) 104 lag          | Trean (regional serie) 104 lag          | Trean (regional serie) 104 lag       | Trean (regional serie) 104 lag       | Trean (regional serie) 104 lag            | Trean (regional serie) 104 lag            |
| 5    | Helsingfors/Nyland 1 (12 lag)           | Helsingfors/Nyland 1 (12 lag)           | Helsingfors/Nyland 2 (12 lag)        | Helsingfors/Nyland 2 (12 lag)        | Helsingfors/Nyland 3 (12 lag)             | Helsingfors/Nyland 3 (12 lag)             |
| 5    | Östra-/Mellersta Finland (12 lag)       | Östra-/Mellersta Finland (12 lag)       | Sydöstra Finland (12 lag)            | Sydöstra Finland (12 lag)            | Mellersta Österbotten/Vasa (12 lag)       | Mellersta Österbotten/Vasa (12 lag)       |
| 5    | Norra Finland (8 lag)                   | Norra Finland (8 lag)                   | Tammerfors/Satakunda (12 lag)        | Tammerfors/Satakunda (12 lag)        | Åbo och Åland (12 lag)                    | Åbo och Åland (12 lag)                    |
| 5    |                                         |                                         |                                      |                                      |                                           |                                           |
| 6    | Fyran (regional serie) 164 lag          | Fyran (regional serie) 164 lag          | Fyran (regional serie) 164 lag       | Fyran (regional serie) 164 lag       | Fyran (regional serie) 164 lag            | Fyran (regional serie) 164 lag            |
| 6    | Helsingfors (2 grupper, 24 lag)         | Helsingfors (2 grupper, 24 lag)         | Östra Finland (2 grupper, 20 lag)    | Östra Finland (2 grupper, 20 lag)    | Sydöstra Finland (1 grupp, 11 lag)        | Sydöstra Finland (1 grupp, 11 lag)        |
| 6    | Mellersta Österbotten (1 grupp, 12 lag) | Mellersta Österbotten (1 grupp, 12 lag) | Mellersta Finland (1 grupp, 9 lag)   | Mellersta Finland (1 grupp, 9 lag)   | Norra Finland (2 grupper, 20 lag)         | Norra Finland (2 grupper, 20 lag)         |
| 6    | Satakunda (1 grupp, 8 lag)              | Satakunda (1 grupp, 8 lag)              | Tammerfors (1 grupp, 12 lag)         | Tammerfors (1 grupp, 12 lag)         | Åbo och Åland (1 grupp, 12 lag)           | Åbo och Åland (1 grupp, 12 lag)           |
| 6    | Nyland (2 grupper, 24 lag)              | Nyland (2 grupper, 24 lag)              | Vasa (1 grupp, 12 lag)               | Vasa (1 grupp, 12 lag)               |                                           |                                           |
| 7    | Femman (regional serie) 217 lag         | Femman (regional serie) 217 lag         | Femman (regional serie) 217 lag      | Femman (regional serie) 217 lag      | Femman (regional serie) 217 lag           | Femman (regional serie) 217 lag           |
| 7    | Helsingfors (3 grupper, 30 lag)         | Helsingfors (3 grupper, 30 lag)         | Östra Finland (3 grupper, 20 lag)    | Östra Finland (3 grupper, 20 lag)    | Sydöstra Finland (2 grupper, 17 lag)      | Sydöstra Finland (2 grupper, 17 lag)      |
| 7    | Mellersta Österbotten (1 grupp, 12 lag) | Mellersta Österbotten (1 grupp, 12 lag) | Mellersta Finland (1 grupp, 17 lag)  | Mellersta Finland (1 grupp, 17 lag)  | Norra Finland (2 grupper, 23 lag)         | Norra Finland (2 grupper, 23 lag)         |
| 7    | Satakunda (1 grupp, 9 lag)              | Satakunda (1 grupp, 9 lag)              | Tammerfors (2 grupper, 24 lag)       | Tammerfors (2 grupper, 24 lag)       | Åbo och Åland (2 grupper, 24 lag)         | Åbo och Åland (2 grupper, 24 lag)         |
| 7    | Nyland (4 grupper, 40 lag)              | Nyland (4 grupper, 40 lag)              | Vasa (1 grupp, 12 lag)               | Vasa (1 grupp, 12 lag)               |                                           |                                           |
| 8    | Sexan (regional serie) 278 lag          | Sexan (regional serie) 278 lag          | Sexan (regional serie) 278 lag       | Sexan (regional serie) 278 lag       | Sexan (regional serie) 278 lag            | Sexan (regional serie) 278 lag            |
| 8    | Helsingfors (4 grupper, 56 lag)         | Helsingfors (4 grupper, 56 lag)         | Sydöstra Finland (3 grupper, 31 lag) | Sydöstra Finland (3 grupper, 31 lag) | Mellersta Österbotten (2 grupper, 22 lag) | Mellersta Österbotten (2 grupper, 22 lag) |
| 8    | Tammerfors (4 grupper, 37 lag)          | Tammerfors (4 grupper, 37 lag)          | Åbo (3 grupper, 33 lag)              | Åbo (3 grupper, 33 lag)              | Nyland (7 grupper, 70 lag)                | Nyland (7 grupper, 70 lag)                |
| 8    | Vasa (3 grupper, 29 lag)                |                                         |                                      |                                      |                                           |                                           |
| 9    | Sjuan (regional serie) 33 lag           | Sjuan (regional serie) 33 lag           | Sjuan (regional serie) 33 lag        | Sjuan (regional serie) 33 lag        | Sjuan (regional serie) 33 lag             | Sjuan (regional serie) 33 lag             |
| 9    | Helsingfors (3 grupper, 33 lag)         |                                         |                                      |                                      |                                           |                                           |

### Damer
| Nivå | Liga(-or)/Division(er)                       | Liga(-or)/Division(er)                  | Liga(-or)/Division(er)                  | Liga(-or)/Division(er)                  | Liga(-or)/Division(er)                           | Liga(-or)/Division(er)                           | Liga(-or)/Division(er)                           | Liga(-or)/Division(er)                           | Liga(-or)/Division(er)               | Liga(-or)/Division(er)               | Liga(-or)/Division(er)               | Liga(-or)/Division(er)               |
| ---- | -------------------------------------------- | --------------------------------------- | --------------------------------------- | --------------------------------------- | ------------------------------------------------ | ------------------------------------------------ | ------------------------------------------------ | ------------------------------------------------ | ------------------------------------ | ------------------------------------ | ------------------------------------ | ------------------------------------ |
| 1    | Damligan (rikstäckande serie) 12 lag         | Damligan (rikstäckande serie) 12 lag    | Damligan (rikstäckande serie) 12 lag    | Damligan (rikstäckande serie) 12 lag    | Damligan (rikstäckande serie) 12 lag             | Damligan (rikstäckande serie) 12 lag             | Damligan (rikstäckande serie) 12 lag             | Damligan (rikstäckande serie) 12 lag             | Damligan (rikstäckande serie) 12 lag | Damligan (rikstäckande serie) 12 lag | Damligan (rikstäckande serie) 12 lag | Damligan (rikstäckande serie) 12 lag |
| 2    | Damettan (rikstäckande serie) 12 lag         | Damettan (rikstäckande serie) 12 lag    | Damettan (rikstäckande serie) 12 lag    | Damettan (rikstäckande serie) 12 lag    | Damettan (rikstäckande serie) 12 lag             | Damettan (rikstäckande serie) 12 lag             | Damettan (rikstäckande serie) 12 lag             | Damettan (rikstäckande serie) 12 lag             | Damettan (rikstäckande serie) 12 lag | Damettan (rikstäckande serie) 12 lag | Damettan (rikstäckande serie) 12 lag | Damettan (rikstäckande serie) 12 lag |
| 3    | Damtvåan (regional serie) 30 lag             | Damtvåan (regional serie) 30 lag        | Damtvåan (regional serie) 30 lag        | Damtvåan (regional serie) 30 lag        | Damtvåan (regional serie) 30 lag                 | Damtvåan (regional serie) 30 lag                 | Damtvåan (regional serie) 30 lag                 | Damtvåan (regional serie) 30 lag                 | Damtvåan (regional serie) 30 lag     | Damtvåan (regional serie) 30 lag     | Damtvåan (regional serie) 30 lag     | Damtvåan (regional serie) 30 lag     |
| 3    | Grupp A 10 lag                               | Grupp A 10 lag                          | Grupp A 10 lag                          | Grupp A 10 lag                          | Grupp B 10 lag                                   | Grupp B 10 lag                                   | Grupp B 10 lag                                   | Grupp B 10 lag                                   | Grupp C 10 lag                       | Grupp C 10 lag                       | Grupp C 10 lag                       | Grupp C 10 lag                       |
| 4    | Damtrean (regional serie) 68 lag             | Damtrean (regional serie) 68 lag        | Damtrean (regional serie) 68 lag        | Damtrean (regional serie) 68 lag        | Damtrean (regional serie) 68 lag                 | Damtrean (regional serie) 68 lag                 | Damtrean (regional serie) 68 lag                 | Damtrean (regional serie) 68 lag                 | Damtrean (regional serie) 68 lag     | Damtrean (regional serie) 68 lag     | Damtrean (regional serie) 68 lag     | Damtrean (regional serie) 68 lag     |
| 4    | Helsingfors/Nyland (1 grupp, 13 lag)         | Helsingfors/Nyland (1 grupp, 13 lag)    | Helsingfors/Nyland (1 grupp, 13 lag)    | Helsingfors/Nyland (1 grupp, 13 lag)    | Östra Finland/Mellersta Finland (1 grupp, 7 lag) | Östra Finland/Mellersta Finland (1 grupp, 7 lag) | Östra Finland/Mellersta Finland (1 grupp, 7 lag) | Östra Finland/Mellersta Finland (1 grupp, 7 lag) | Sydöstra Finland (1 grupp, 5 lag)    | Sydöstra Finland (1 grupp, 5 lag)    | Sydöstra Finland (1 grupp, 5 lag)    | Sydöstra Finland (1 grupp, 5 lag)    |
| 4    | Mellersta Österbotten (1 grupp, 11 lag)      | Mellersta Österbotten (1 grupp, 11 lag) | Mellersta Österbotten (1 grupp, 11 lag) | Mellersta Österbotten (1 grupp, 11 lag) | Norra Finland (1 grupp, 7 lag)                   | Norra Finland (1 grupp, 7 lag)                   | Norra Finland (1 grupp, 7 lag)                   | Norra Finland (1 grupp, 7 lag)                   | Vasa (1 grupp, 9 lag)                | Vasa (1 grupp, 9 lag)                | Vasa (1 grupp, 9 lag)                | Vasa (1 grupp, 9 lag)                |
| 4    | Satakunda/Tammerfors/Åbo (2 grupper, 16 lag) |                                         |                                         |                                         |                                                  |                                                  |                                                  |                                                  |                                      |                                      |                                      |                                      |
| 5    | Damfyran (regional serie) 39 lag             | Damfyran (regional serie) 39 lag        | Damfyran (regional serie) 39 lag        | Damfyran (regional serie) 39 lag        | Damfyran (regional serie) 39 lag                 | Damfyran (regional serie) 39 lag                 | Damfyran (regional serie) 39 lag                 | Damfyran (regional serie) 39 lag                 | Damfyran (regional serie) 39 lag     | Damfyran (regional serie) 39 lag     | Damfyran (regional serie) 39 lag     | Damfyran (regional serie) 39 lag     |
| 5    | Helsingfors/Nyland (4 grupper, 32 lag)       | Helsingfors/Nyland (4 grupper, 32 lag)  | Helsingfors/Nyland (4 grupper, 32 lag)  | Helsingfors/Nyland (4 grupper, 32 lag)  | Helsingfors/Nyland (4 grupper, 32 lag)           | Helsingfors/Nyland (4 grupper, 32 lag)           | Vasa (1 grupp, 7 lag)                            | Vasa (1 grupp, 7 lag)                            | Vasa (1 grupp, 7 lag)                | Vasa (1 grupp, 7 lag)                | Vasa (1 grupp, 7 lag)                | Vasa (1 grupp, 7 lag)                |

## Cuper
Alla lag kan ställa upp i Finska Cupen. I Finska Ligacupen deltar lag från högsta divisionen plus eventuellt några lag från Ettan.
Herrar
- Finska Cupen
- Finska Ligacupen

Damer
- Finska Cupen för damer
- Finska Ligacupen för damer